# Gaujonia sourakovi
Gaujonia sourakovi is een vlinder uit de familie van de uilen (Noctuidae). De wetenschappelijke naam van de soort is voor het eerst geldig gepubliceerd in 2020 door de Amerikaanse entomoloog Jose Ismael Martinez-Noble. De vlinder is vernoemd naar Andrei Sourakov, een vriend van Martinez, die hem aan het helpen was toen de vlinder ontdekt werd. Hij is waargenomen in het Nationaal Park Manú.